# 印南高一
印南 高一（いんなみ こういち、1903年4月30日 - 2001年12月19日）は、日本の演出家、演劇研究者（大学教授）。印南 喬（いんなみ たかし）の筆名がある。本名の印南高一に、「いんなみ たかいち」のルビを振る著書もある。
長野県飯田市出身。印南は同郷の先輩河竹繁俊を介しての、坪内逍遙の孫弟子である。財団法人逍遙協会理事を40年間務めた。早稲田大学坪内博士記念演劇博物館の設立初期から、また坪内が創設した早稲田大学文学部（坪内の当時東京専門学校）に新設された芸術科の設立初期から関わり、半生を奉職した。
演劇の研究分野は東洋演劇をはじめとして、日本、西洋の古今の演劇におよぶ。演出においては、坪内逍遙のページェント（野外劇）運動およびヨーロッパの「音と光」のページェント手法を用いた、シェイクスピア演劇の前衛的な活動などをした。

## 来歴
- 1903年（明治36年）4月30日、長野県飯田町（現・飯田市）に、印南家の長男として誕生。
- 1918年（大正7年）3月、旧制飯田小学校（旧制小学校）卒業。
- 1923年（大正12年）3月、旧制飯田中学校卒業。飯田町から2里の市田村（現・高森町）にある小学校で1年間の代用教員を依頼され、高等科1年生を受け持つ。
- 1924年（大正13年）4月、第二早稲田高等学院入学。
- 1926年（大正15年）3月、第二早稲田高等学院修了。
- 1926年（大正15年）4月、早稲田大学文学部英文科入学。専攻は演劇映画評論。
- 1929年（昭和4年）3月、早稲田大学文学部英文科卒業。卒業論文はシェイクスピアの先駆クリストファー・マーロウ研究。
- 1929年（昭和4年）4月、前年に新設された早稲田大学坪内博士記念演劇博物館にて主事就任。
- 1931年（昭和6年）、日本国外務省と満州鉄道の要請により、演劇事情調査員として朝鮮[1]、旧・満州[2]、蒙古、中国に同年以降数回の渡航。
- 1946年（昭和21年）5月、演劇博物館の主事を退任。早稲田大学文学部非常勤講師就任。
- 1948年（昭和23年）、早稲田大学文学部に芸術科（演劇科・美術科）が新設され、河竹繁俊の推薦で同年4月、早稲田大学文学部専任講師就任。
- 1953年（昭和28年）4月、早稲田大学文学部助教授就任。
- 1957年（昭和32年）4月、早稲田大学文学部教授就任。第一文学部（当時）、第二文学部（当時）、大学院を含め1週間に24時間受け持つ。担当講義は演劇学、映画学、東洋映画など。
- 1960年（昭和35年）、早稲田大学坪内博士記念演劇博物館の副館長に就任。
- 1962年（昭和37年）、演劇博物館副館長を退任し、演劇博物館の協議委員に就任。財団法人国劇向上会（財団法人逍遙協会の前身）理事就任。
- 1963年（昭和38年）、早稲田大学より演劇・映画の海外研究員としてフランス、イギリス、ギリシア、ローマ等のヨーロッパに渡航、半年間の遊学。
- 1974年（昭和49年）3月、古希を以って早稲田大学を定年退職。その間、演劇専攻科主任教授、文学部長を歴任。財団法人逍遙協会（旧・財団法人国劇向上会）の理事はその後も継続。1990年（平成2年）前後に理事長を務め、その後は終生理事を務める。
- 2001年（平成13年）12月19日、永眠。享年98。

## 演劇活動
- 1950年（昭和25年）頃から、サロン演劇を提唱。加藤精一（坪内逍遙の文芸協会員）、上山草人らとともに劇団運命座を結成した。運命座は、劇場・舞台を使用せず、家庭の座敷、庭、サロンで上演する劇団である。『ハムレット』『ファウスト』『大隈重信』等を十数回上演した。
- 1959年（昭和34年）、逍遙祭に因み、熱海の海藏寺にある坪内逍遙の墓前で、坪内のページェント（野外劇）運動を継承した『熱海ページェント』を実演し、NHKが全国中継をした。出演は加藤精一、上山草人、夏川静江、加藤道子、松竹歌劇団他。
- 同1959年（昭和34年）、早稲田大学記念会堂（戸山キャンパス）でページェント手法の『ジュリアス・シーザー』上演。四面舞台。出演は夏川大二郎、夏川静江、加藤道子他。
- 1962年（昭和37年）3月29日、東京体育館での日本俳優協会主催の俳優祭[3] にて、河竹繁俊監修、市川猿之助演出、坪内逍遙翻訳による『ジュリアス・シーザー』の脚本を担当し、NHKが録画放送をした。出演は、歌舞伎役者、劇団新派、劇団新国劇の総出演。大矢市次郎（ジュリアスシーザー役）、八代目 松本幸四郎（ブルータス役）、八代目 市川中車（アントニー役）、霧立のぼる（ポーシャ役）、伊志井寛（予言者役）、三代目 市川左團次（リューシリヤス役）、七代目 中村芝翫（フレービアス役）、二代目尾上九朗右衛門（カスカ役）、十代目 市川高麗蔵（シンナー役）、十六代目 市村家橘（メデラス役）、九代目 市川八百蔵（ライゲリヤス役）、五代目 市川九蔵（パブリヤス役）、三代目 市川猿之助（シーザーの従者役）、二代目 中村芝鶴（ナレーター）他。
- 1966年（昭和41年）、イイノホールおよび早稲田大学大隈講堂にて、『リア王』演出。
- 1968年（昭和43年）7月、早稲田大学の大隈庭園を舞台として、大隈講堂のベランダや時計塔を使い、「光と音」のページェントによる「光と音の交響詩」と銘打った『ハムレット』を一夜上演・演出。役者は登場せず、声と音を録音しておき、四方に設置した隠しマイクで流し、夏の夜の庭園が光に照らされ、声と効果音が時計塔などから響いた。この試みは斬新であるとして、新聞・雑誌に取り上げられ話題となった。声の出演は北大路欣也（ハムレット役）、坪内ミキ子（オフィーリア役）、小沢昭一（ポローニアス役）、根本嘉也（王役）、加藤道子（王妃役）他。日比谷野外音楽堂にて再演。1963年（昭和38年）のヨーロッパ遊学で訪れたフランスのロワール川で、印南は光と音のページェントを観てきた。ロワール川沿いに点在する古城がライトアップされて城の物語と音楽が展開し、それは光と音の交響詩であった。印南は、それを日本で是非やろうと決めていた。
- 東京宝映テレビ株式会社（のちの宝映テレビプロダクション）顧問および劇団フジ[4] 顧問として100回におよぶ公演舞台の監修。[5]
- 現代邦楽研究会の演奏会にて、数回の新作発表。1978年（昭和53年）5月13日、国立大劇場にて、早稲田大学坪内博士記念演劇博物館創立50周年・逍遙選集刊行記念の「現代邦楽研究会 特別演奏会 逍遙名作集」監修等。
- 箏曲萩岡会顧問。
- 三船芸術学院顧問教授。
- 早稲田大学演劇研究会[6] 会長、その他早稲田大学のサークル会長として学生を指導。

## 人物
- 晩年、自身を振り返って「いいころかげん」（「いい加減」の意の飯田弁）と評した。中学時代は体育の柔道で有段者の同級生を背負い投げで一本取ったり、100メートル走の選手として県大会に出場するも、大学に入って金メダリストらに出会い、運動はあきらめた。画家を志したが、あきらめた。絵画は趣味で描き続け、上野に数回の出品をしたが、受賞に至らず、街の画廊に誘われて出品した2点が10万円で売れては、夢かと思ったという。将棋、碁は素人で、書道、句も物にならなかった。それらを称して「あきっぽい」のだと印南は言う。（『ひとりごと: 私家版』より）

- 「いいころかげん」さを矯正するという名目で、子どものころ母親からは長唄を仕込まれた。長唄は上京してから開眼し、当代一流の師匠、小三郎、六四郎らに出会った。吉住小桃次を師匠に門下生を20年やっており、印南節として楽しんでいた。（『ひとりごと: 私家版』より）

- 老いてなお、漫画や劇画が好きで『サザエさん』を全巻所持し、寝る前に読むこともあった。他に『オール讀物』の漫画読みたさに毎号購読したり、岡本一平の『新水や空』がお気に入りであった。印南はそれらを「遊び」と位置づけ、坪内逍遙の業績もまた「遊び」であったとして、学問・技芸における「遊び」を重視していた。（『ひとりごと: 私家版』より）

- 家族の中では娘5人に囲まれ、全く太刀打ちが出来ず、我慢して相槌を打ってやり過ごしていた。4人目の娘は、大学での教え子でもあり、娘の受講している状況では冗談も言えず、緊張して苦しかったという。（『ひとりごと: 私家版』より）

- 演劇研究においては、東洋演劇には欧米で消え去った演劇の根源的な姿があるとして特に関心が高く、大学卒業後から追求してきた。『支那の影絵芝居』『朝鮮の演劇』等の著書を記した他、東洋演劇の協会設立や、展覧会の開催などもした。東洋演劇と同時期に仮面への関心を持った。（『演劇学』 第15号より） 翻訳書『仮面と悪魔: その民族学的・演劇学的考察』の出版、岡本太郎と仮面に関する対話などを行っている。[7]

- 大学教員としては、師である河竹繁俊とは対極にあり、河竹繁俊は無駄を戒めるが、印南は無駄を推奨した。それは河竹繁俊の息子河竹登志夫による述懐であるが、そこに印南の人生観、幸福観があると述べている。（『演劇学』 第15号より）

## 郷里の関連人物
- 河竹繁俊 - 郷里の先輩であり恩人。河竹は坪内逍遙の一番弟子。坪内の孫弟子が印南。坪内に直接指導を受けることもあった。
  - 河竹登志夫 - 本名は河竹俊雄。河竹繁俊の息子。河竹登志夫は印南と父の関係で幼少期から印南と親交があった。のちに河竹は早稲田大学第一文学部に入学し、演劇科にて印南の講義を受けている。印南が演劇科在職中、河竹登志夫も演劇科の教員を務めている。
- 日夏耿之介 - 郷里の恩師。
- 椋鳩十 - 旧制・飯田中学校（のちの飯田高等学校）の同級生。旧制・飯田中学校22回生。
- 菱田春草 - 遠戚。

## 早稲田大学の教え子
学生は暇つぶしの中で個性を見出し、それを磨くのが学校・大学である、という学生観・学校観を印南は持っており、教員の責任は、その学生の才能の開花と助成であるという。印南によると、六代目 中村東藏（歌舞伎役者）、九代目 松本幸四郎（歌舞伎役者）、二代目 中村吉右衛門（歌舞伎役者）、宇津井健（俳優。印南が主任教授）、北大路欣也（俳優）、吉永小百合（俳優）、橋田壽賀子（脚本家）、篠田正浩（映画監督）らの有能な諸氏は、授業にあまり出ず、試験の成績は振るわなかった。その諸氏らにとっての大学の存在価値は、役者等の本職では得られない空気を学園で体感しての、人間としての成長にあったという。（『ひとりごと: 私家版』より）
他に、池田幾三（放送作家）は印南ゼミのメンバー。村上春樹（小説家）が印南の指導を受けている。村上によると、参考文献なしの創作で一週間で書き上げた原稿用紙100枚の卒業論文にＡプラスの評価を与え、「君はものを書く道に進んだ方が良い」と助言したという。

### 二八会
1953年（昭和28年）の演劇科卒業生は、クラス会の「二八会」を、年に2回開催しており、印南も参加していた。印南は、二八会から南さん（なみさん）として慕われた。（『ひとりごと: 私家版』より）
- 山口正道 - ラジオ・ドラマ演出家。
- 宇津井健 - 俳優。
- 杉田康 - 桂流華道宗家。
- 浅川祐子 - 声優。
- 高瀬昌弘 - 映画・テレビ演出家。
- 西形節子（藤間菫） - 日本舞踊（藤間流）。評論家。[11]
- 田村丸 - 演出家。劇団フジ社長。

## 書籍

### 自著
印南高一
- 『支那の影絵芝居』 玄光社 1944年、大空社 2000年4月
- 『朝鮮の演劇』 北光書房 1944年、大空社 2000年4月
- 『演劇の話 文芸読本』 市ケ谷出版社 1952年10月
- 『映画社会学』 早稲田大学出版部 1955年9月

印南喬
- 『雑草の詩』 博英社（印刷） 1974年3月（あとがき）
- 『奥の細道: 創作邦楽撰』 早稲田大学出版部 1992年1月
- 『ひとりごと: 私家版』 第一書房 2001年4月

### 共著
印南高一
- 『実用建築講座 第8巻 （印南: トーキー）』 東学社 1935年
- 河竹繁俊 編 『諸国の人形芝居 （印南: 第5 信州伊那の人形芝居）』 大日本雄弁会講談社 1949年6月
- 河竹繁俊 編 『諸国の人形芝居 復刻版 人形劇カーニバル二十周年記念』 新葉社 1998年8月

印南喬
- 『現代演劇講座 第1巻 （印南: アジア演劇の発達）』 三笠書房 1958年11月
- 『現代演劇講座 第6巻 （印南: 大衆演劇の本質とその展望）』 三笠書房 1959年
- 『信州かくれ里伊那谷を行く』 新潮社 1989年7月
- 逍遙協会 編 『坪内逍遥事典』 平凡社 1986年5月
- 逍遙協会 編 『坪内逍遥 研究資料 第十三集 （印南: 逍遙遺墨の逸品）』 新樹社 1989年9月15日
- 逍遙協会 編 『坪内逍遥 研究資料 第十四集 （印南: 久しぶりの「初夢」）』 新樹社 1992年4月25日
- 逍遙協会 編 『柿紅葉 坪内逍遥の和歌と俳句 （印南: 随想・芸に遊んだ人逍遙）』 （坪内逍遙 著） 第一書房 1998年10月

### 編著
印南高一
- 『日本郷土図観: 風俗・民芸・芸能』 （日本風俗・民芸・芸能図説編纂会 編集、印南高一 編） 長沢出版社 1956年8月、東京中央新聞社 1956年8月
- 『日本の風土 第1号 月刊 東京篇』 国際文化情報社 1960年
- 『日本の風土 第2号 月刊 福岡・大分篇』 国際文化情報社 1960年

印南喬
- 『新ふるさと紀行 第2巻 - 東北1 青森・秋田・山形』 国文社 1973年11月
- 『新ふるさと紀行 第7巻 - 東海2 岐阜・三重』 国文社 1974年2月

- 『新ふるさと紀行 第9巻 - 北陸 富山・石川・福井』 （新日本風土記研究会 編、印南喬 編集代表） 国文社 1974年1月
- 『新ふるさと紀行 第14巻 - 山陰 鳥取・島根』 国文社 1974年4月
- 『新ふるさと紀行 第16巻 - 九州1 福岡・佐賀・長崎・熊本』 （新日本風土記研究会 編、印南喬 編集代表） 国文社 1973年12月

### 翻訳
印南高一
- 印南高一、平岡白光 共訳 『支那の演劇』 （L. C. アーリングトン 著） 畝傍書房 1943年、大空社 2000年4月

印南喬
- 『仮面と悪魔: その民族学的・演劇学的考察』 （ケニス・マックゴーワン、ハーマン・ローゼ 共著） 校倉書房 1967年
- 菅原卓 編 『現代世界戯曲選集7 一幕物篇 （印南訳: S. スミス 著 『天国へ行かぬ男』）』 白水社 1954年

### 論文
印南高一
- 田辺先生還暦記念論文集刊行会 編 『東亜音楽論叢: 田辺先生還暦記念 （印南: 大東亜芸能の類似性）』 山一書房 1943年、三一書房 1943年
- 日本演劇学会 編 『シェイクスピア研究 （印南: シェークスピアと映画）』 （演劇学会誌 第2巻） 中央公論社 1951年

印南喬
- 早稲田大学演劇学会 編 『演劇学』 早稲田大学文学部演劇研究室 （早稲田大学文学部演劇研究室機関誌）
  - 『演劇学』 第1号 （印南: 東洋芸能におけるシャーマニズムの意義） 1959年3月
  - 『演劇学』 第4号 早稲田大学創立八十周年記念 特集 （印南: 一九六二年・イギリスの劇界 - その混沌と停滞を破るもの - ） 1962年12月
  - 『演劇学』 第5号 仮面特集 （印南: 仮面研究序説） 1963年12月
  - 『演劇学』 第6号 （印南: 喇嘛跳鬼舞仮面考） 1964年12月
  - 『演劇学』 第13号 飯島正教授古稀記念論文集 特集 （印南: 日本古典演劇における映画的手法） 1972年3月
  - 『演劇学』 第15号 特集 東洋演劇 印南高一教授古稀記念論文集 （印南: 朝鮮芸能の母体 - 花郎・広大・宮妓考 - ） 1974年3月

### 雑誌
印南喬
- 『テアトロ』 1948年7月 10巻7号 No.87
- 『月刊朝日ソノラマ』 1962年6月号 記事: 「ジューリヤス・シーザー」について、シート4（ソノシート）: ソノラマ劇場 ジューリヤス・シーザー
- 『美術手帖』 1966年6月号 No.268 特集 日本の仮面、巨匠訪問ミロ
- 『キネマ旬報』 1972年2月上旬決算特別号 特別ディスカッション ソビエト映画「リア王」と現代をつなぐテーマ
- 『月刊 趣味の水墨画』 1991年10月号 特集 秋祭りを描く エッセイ=印南喬

### 対談
- 岡本敏子、川崎市岡本太郎美術館 共編 『対談集 岡本太郎発言! （第4章 「仮面は自であり他であり世界である」 対話者=印南喬）』 二玄社 2004年10月30日
- 『芸術生活11 No.315 （特集 仮面の世界 対談=岡本太郎・印南喬）』 芸術生活社 1975年11月号

### 台本
- 『リヤ王とその娘達: リヤ王より』

脚本: 根本嘉也、原作: シェイクスピア、翻訳: 坪内逍遙、演出: 印南喬 （早稲田大学坪内博士記念演劇博物館 所蔵）
- 『狭山市市制施行四十周年記念祝賀公演 真夏の夜の夢: 邦楽ファンタジー』

脚本: 印南喬、原作: シェイクスピア、翻訳: 坪内逍遙、監修: 高円宮憲仁親王、演出: 印南喬・田村丸、振付: 清水きよし・藤間菫、平成7年2月18日、於: 埼玉県狭山市市民会館 主催: 狭山市

## 作詞
長唄
- 奥の細道「旅立ち」三部作の一

作詞: 印南喬、作曲: 六代目 杵屋佐吉、1982年
- 奥の細道「夢のあと」三部作の二

作詞: 印南喬、作曲: 六代目 杵屋佐吉、1983年
- 奉祝賛歌

作詞: 印南喬、作曲: 六代目 杵屋佐吉、1985年
- 長恨歌

作詞: 白楽天作・印南喬、作曲: 六代目 杵屋佐吉、1985年
箏曲
- 桃

立方: 萩井栄寿・萩井延應、作詞: 印南喬、作曲: 四代目 萩岡松韻、振付: 萩井栄秀、美術: 碇山喬康、1990年
- 菖蒲の盃

立方: 萩井栄寿・萩井延應、賛助出演: 萩岡会、作詞: 印南喬、作曲: 四代目 萩岡松韻、1999年

## ラジオドラマ
- 審判（1963年、文化放送） - 審判官・神山伸一 役